# Жоффруа, Шарль Мишель
Шарль Мишель Жоффруа (фр. Charles-Michel Geoffroy; 2 июля 1819, Жуанвиль, Верхняя Марна — 24 марта 1882, Париж) — французский гравёр, представитель россики.

## Биография

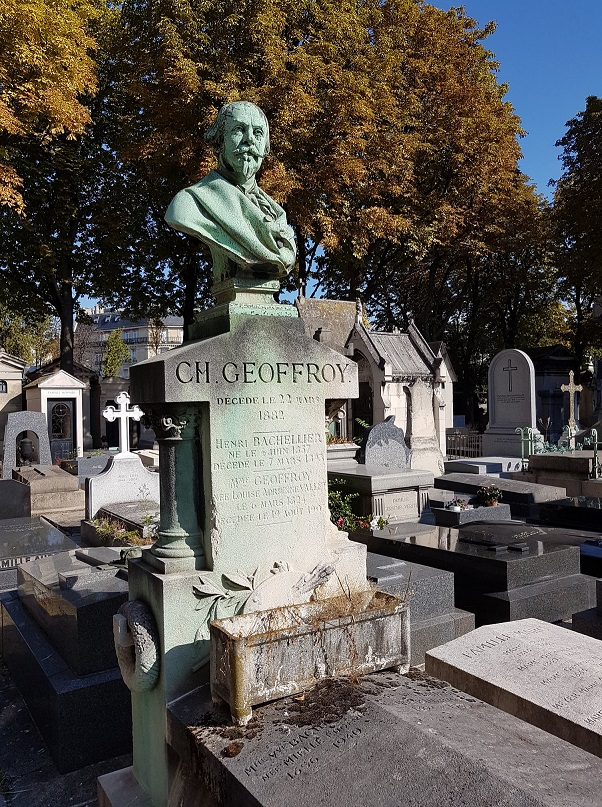
Надгробие Шарля Мишеля Жоффруа на кладбище Пасси

Родился в 1819 году поблизости от Жуенвиля (Верхняя Марна) в семье гравёра Жана Жоффруа. Учился живописи у Раймона Монвуазена. В 1835 года поступил в Высшую школу изящных искусств Парижа.
Создал многочисленные гравюры, как по собственным подготовительным рисункам, так и с оригиналов других художников: портреты, жанровые сцены, книжные иллюстрации. Особый интерес представляет цикл иллюстраций Жоффруа к книге Фредерика Лакруа «Les mystères de la Russie: Tableau politique et morale de l’empire Russe.» («Тайны России. Политический и моральный портрет Российской империи»). Иллюстрации цикла, несмотря на неординарность сюжетов, сравнительно достоверные, когда речь идёт о событиях XIX и XVIII веков, при движении вглубь истории приобретают всё более фантастические черты.
Шарль Мишель Жоффруа скончался в 1882 году в Париже и был похоронен на кладбище Пасси (надгробие сохранилось).

## Жизнь в Российской империи на гравюрах Жоффруа

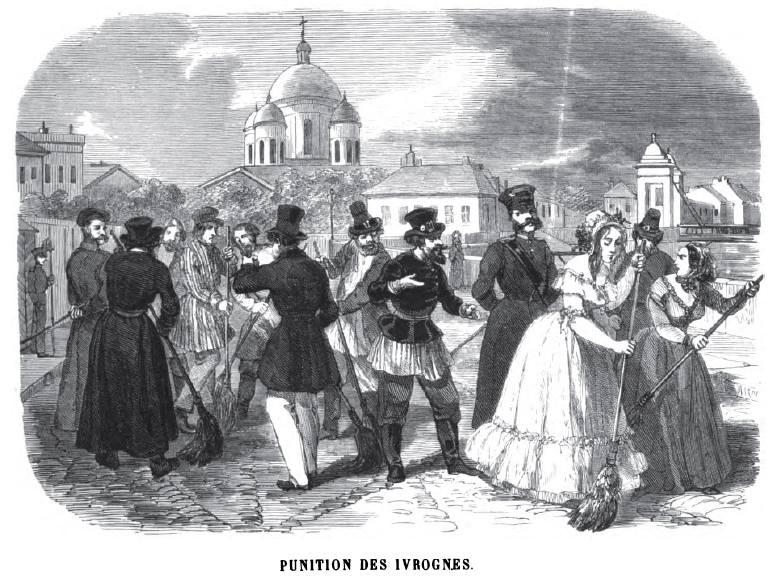
Публичные принудительные работы для лиц, уличённых в пьянстве и непристойности
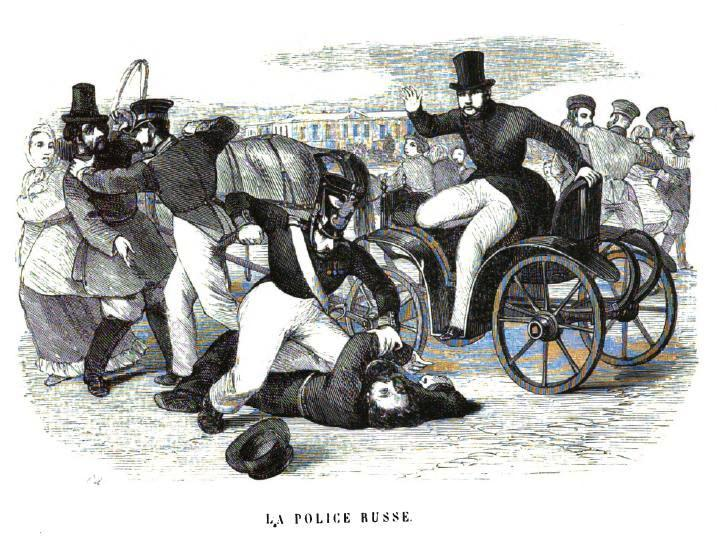
Российская полиция за работой
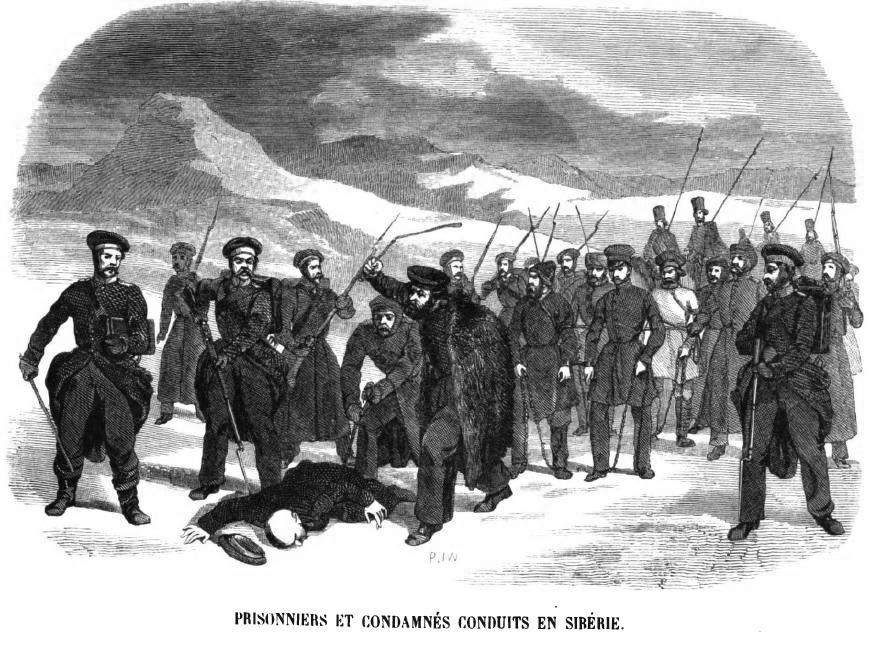
Издевательства над каторжником по дороге в Сибирь
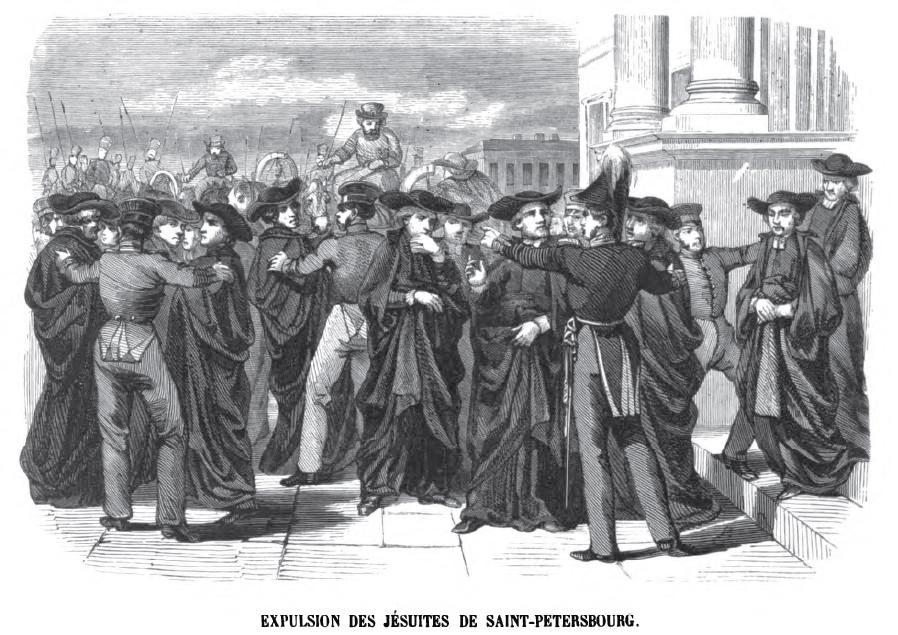
Изгнание иезуитов из России
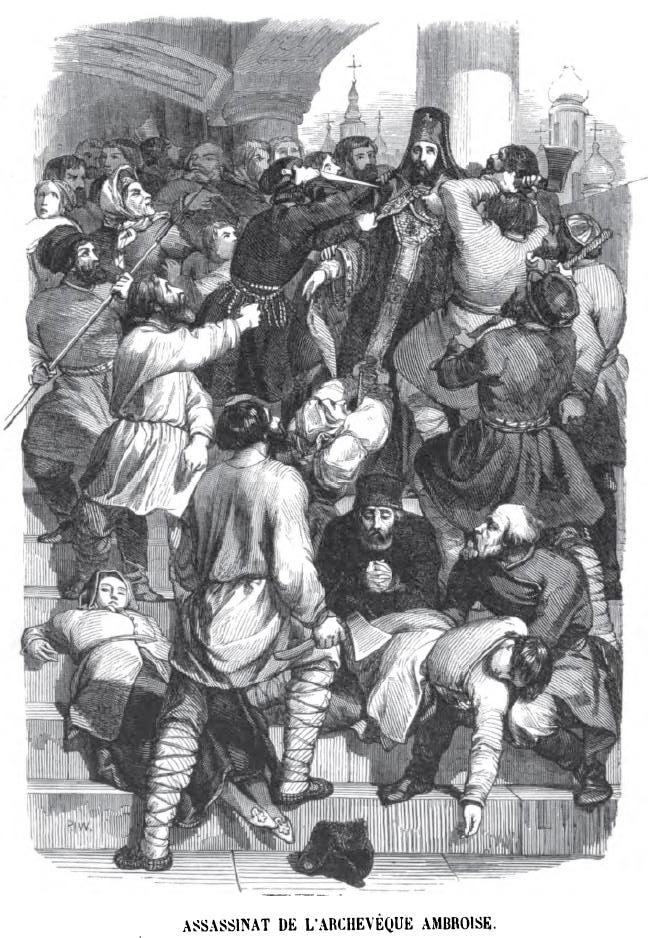
Линчевание простыми москвичами митрополита Амвросия за введение во время пандемии чумы карантинных мер
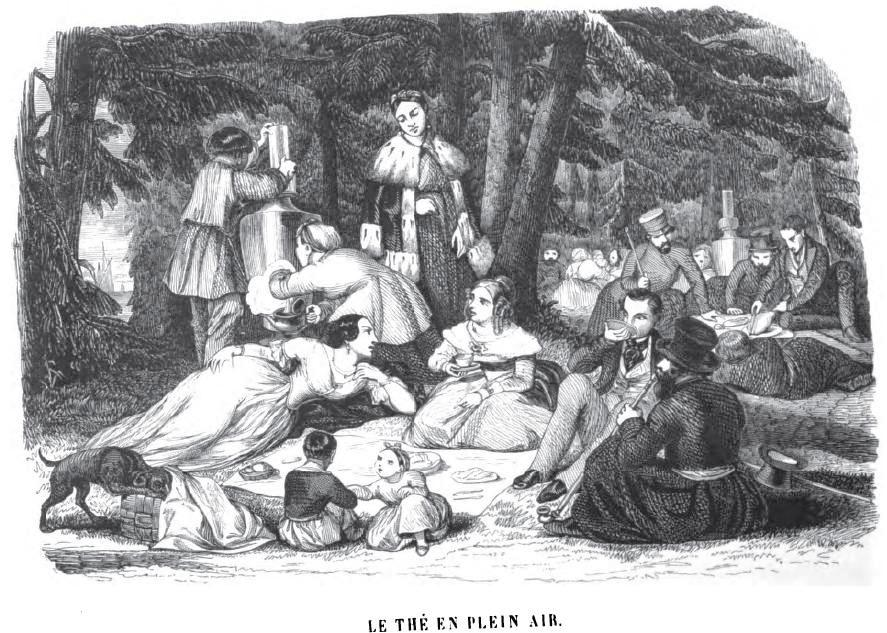
Пикник с самоваром в общественном парке
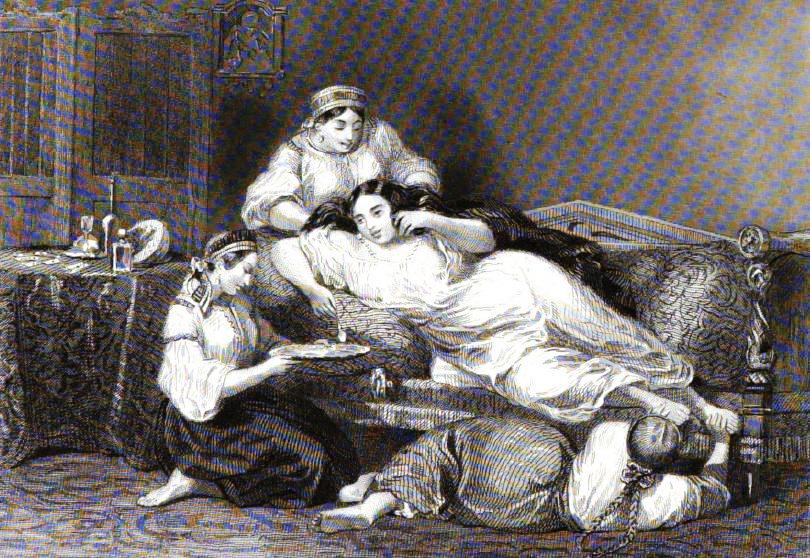
Будуар. Русская дворянка с крепостными
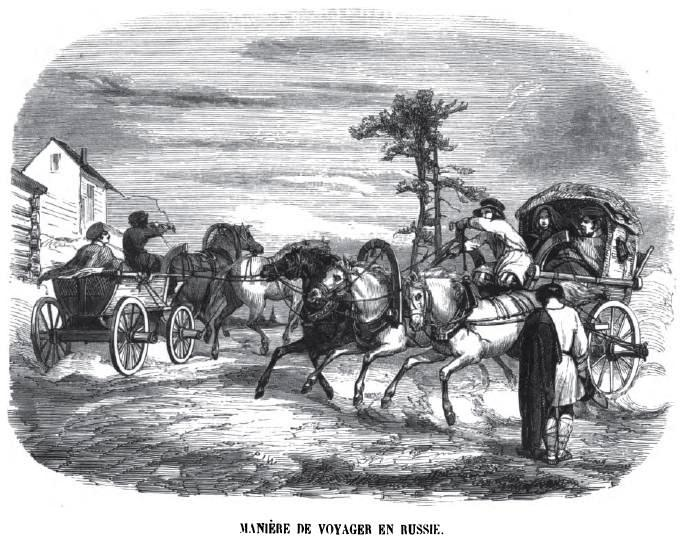
Русская дорога: господа и крестьянин
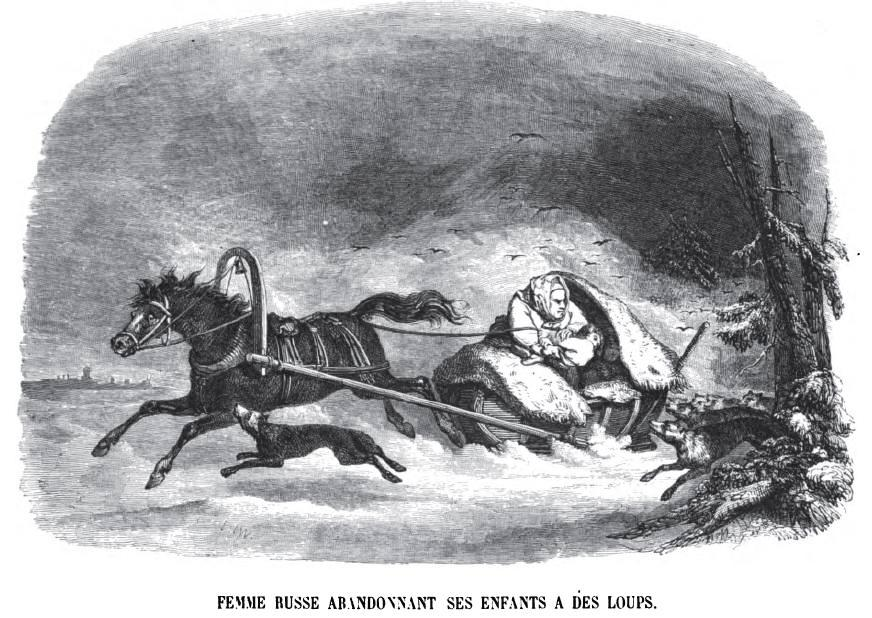
Русская крестьянка с ребёнком в санях, преследуемая волками
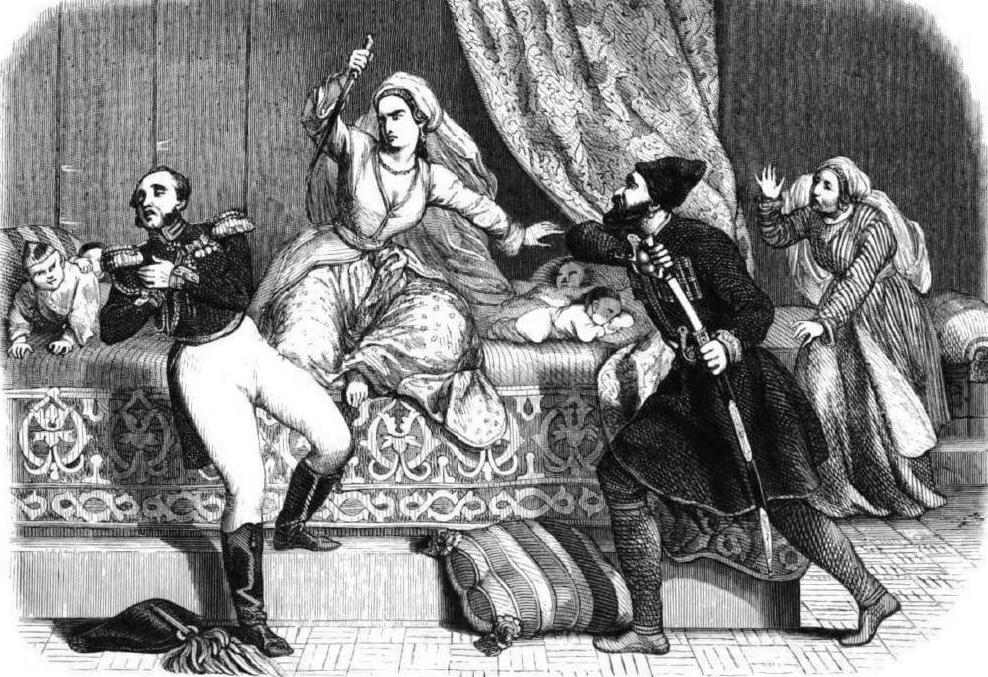
Русская дружба с народами Кавказа: Мария, царица Грузии, исподтишка бьёт ножом генерала Лазарева
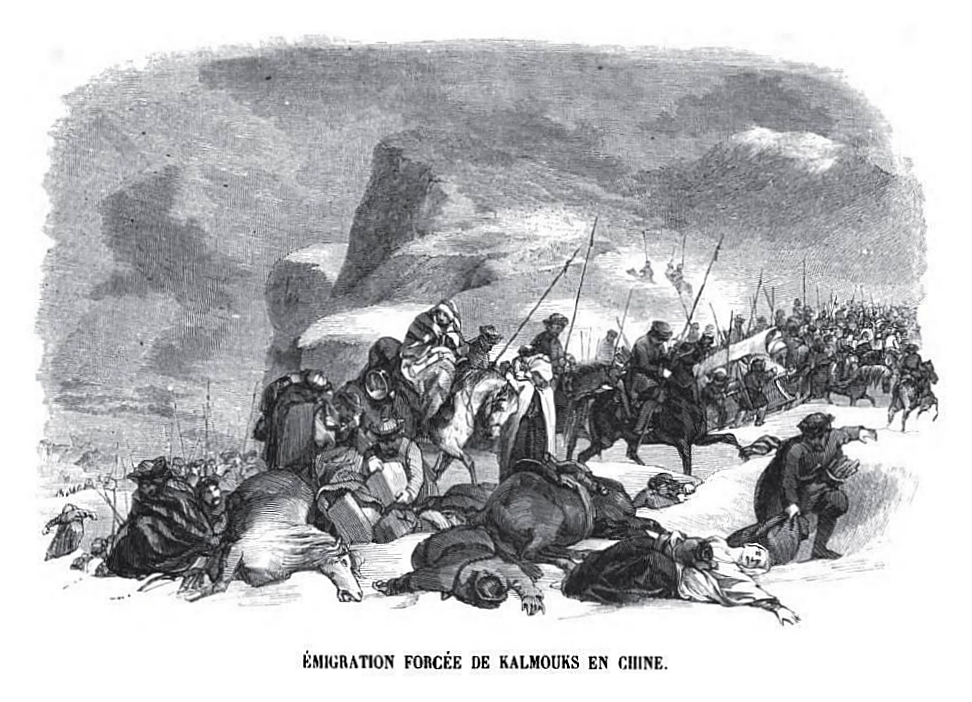
Бегство калмыков из России в Центральную Азию
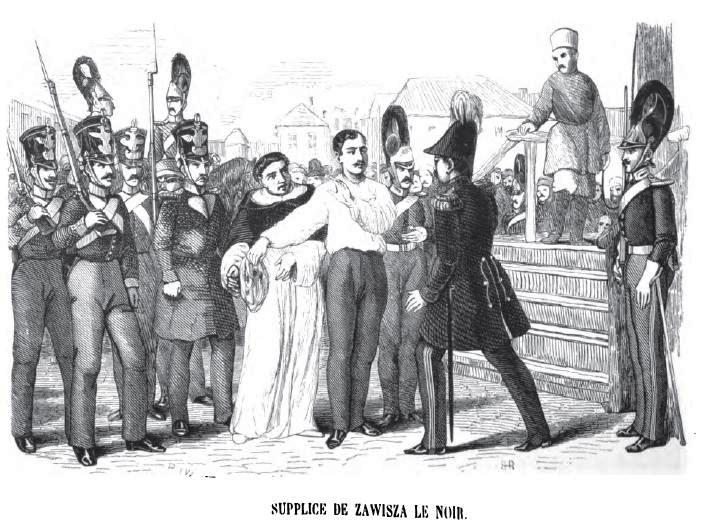
Казнь польского повстанца